# Charles Paul Landon
Charles Paul Landon (n. 12 octombrie, 1760 – d. 5 martie 1826) a fost un pictor și critic de artă francez.